# Opisthograptis albicans
Opisthograptis albicans är en fjärilsart som beskrevs av Hans Rebel 1907. Opisthograptis albicans ingår i släktet Opisthograptis och familjen mätare. Inga underarter finns listade i Catalogue of Life.